# 14 رمضان
- السبت
- الأحد
- الاثنين
- الثلاثاء
- الأربعاء
- الخميس
- الجمعة

- 11 مارس 2025
- 22 مارس 2025
- 33 مارس 2025
- 44 مارس 2025
- 55 مارس 2025
- 66 مارس 2025
- 77 مارس 2025
- 88 مارس 2025
- 99 مارس 2025
- 1010 مارس 2025
- 1111 مارس 2025
- 1212 مارس 2025
- 1313 مارس 2025
- 1414 مارس 2025
- 1515 مارس 2025
- 1616 مارس 2025
- 1717 مارس 2025
- 1818 مارس 2025
- 1919 مارس 2025
- 2020 مارس 2025
- 2121 مارس 2025
- 2222 مارس 2025
- 2323 مارس 2025
- 2424 مارس 2025
- 2525 مارس 2025
- 2626 مارس 2025
- 2727 مارس 2025
- 2828 مارس 2025
- 2929 مارس 2025
- 130 مارس 2025
- 231 مارس 2025
- 31 أبريل 2025
- 42 أبريل 2025
- 53 أبريل 2025
- 64 أبريل 2025

14 رمضان أو 14 رمضان المُبارك أو يوم 14 \ 9 (اليوم الرابع عشر من الشهر التاسع) هو اليوم الخمسون بعد المائتين (250) من أيَّام السنة (أو الحادي والخمسون بعد المائتين لو كان شهر شعبان مُتممًا لليوم الثلاثين أو الثاني والخمسون بعد المائتين لو أتم كلاً من صفر وربيع الآخر وجمادى الآخرة وشعبان ثلاثين يوماً) وفق التقويم الهجري القمري (العربي). يبقى بعده 104 أو 105 أيَّام لانتهاء السنة.

## أحداث
- 132 هـ - العباسيون يدخلون مدينة دمشق عاصمة الاُمويين حيث انهارت الدولة الأموية بعد عمر دام قرابة قرن من الزمان، وتسلم بنو العباس الدولة لمدة زادت على خمسة قرون، وكان أولهم أبو العباس السفاح. وقد لاحق العباسيون الأمويين، وقتلوا كل من ظفروا به منهم، ولم يفلت منهم إلا عبد الرحمن الداخل الملقب بصقر قريش؛ حيث هرب وأسَّس دولته بالأندلس.
- 145 هـ - مقتل محمد النفس الزكية مع جماعة من المسلمين عند موضع أحجار الزيت قرب المدينة المنورة على يد جيش أبي جعفر المنصور بعد أن ثار على العباسيين.
- 264 هـ - المسلمون يفتحون مدينة سرقوسة في صقلية.
- 359 هـ - وضع حجر الأساس والبدء في بناء الجامع الأزهر بالقاهرة، وتم بناؤه في حوالي سنتين تقريبًا.
- 492 هـ - الوزير الفاطمي الأفضل شاهنشاه يصل بجيشه إلى عسقلان حيث أرسل للصليبيين يوبخهم على نكث العهد ومهاجمتهم الدولة الفاطمية بعد أن كان الاتفاق بينهم وبين الفاطميين أن يكونوا حلفاء ضد السلاجقة العباسيين، ولكنهم ردوا رسل الأفضل وتتبعوهم أثناء عودتهم وهزموا الجيش الفاطمي.
- 748 هـ - ولاية السلطان حسن بن الناصر محمد قلاوون على مصر والشام، تولى الحكم صغيرًا، ولم يكن مطلق اليد في تصريف شئون الدولة، وهو صاحب أعظم أثر إسلامي في مصر، المعروف باسم مدرسة السلطان حسن.
- 829 هـ - السلطان برسباي يعين الأمير يشبك الساقي قائداً عاماً للجيش.
- 832 هـ - السلطان برسباي يعين القاضي ابن الهيصم ناظراً للديوان المفرد وما لبث أن استقال.
- 922 هـ - تولّي طومان باي عرش السلطنة في مصر، عقب الهزيمة التي مُنيت بها قوات المماليك، بقيادة السلطان قانصوه الغوري، ضد العثمانيين في معركة مرج دابق بالشام.
- 1197 هـ - وقوع معركة الرقة بين الكويتيين وقبيلة بني كعب.
- 1377 هـ - جامعة الدول العربية تعقد اجتماعًا بناء على طلب السودان لبحث الخلاف بين العراق ومصر، واتفقت الدول الست التي حضرت الاجتماع - وهي مصر والسودان والسعودية والمغرب ولبنان واليمن - على أن حكومة العراق تمثل تهديدًا.
- 1382 هـ انقلاب عسكري في العراق يطيح بعبد الكريم قاسم ويؤدي إلى تولي عبد السلام عارف رئاسة الجمهورية.
- 1385 هـ - انعقاد مؤتمر طشقند لحل النزاع الهندي الباكستاني بشأن مشكلة كشمير، التي اندلعت بسببها عدة حروب بين البلدين.
- 1403 هـ - قطع العلاقات بين سوريا ومنظمة التحرير الفلسطينية.
- 1412 هـ - تفجير السفارة الإسرائيلية في بيونس آيرس.
- 1430 هـ - الإعلان عن فوز علي بونغو أونديمبا نجل الزعيم الراحل عمر بونجو بالانتخابات الرئاسية في الغابون بعد حصولة على 42% من الأصوات وسط احتجاجات من المعارضة التي تقول إن الانتخابات زورت لضمان توريث الحكم.
- 1436 هـ - تحطم طائرة هركليز سي-130 تابعة للقوات الجوية الإندونيسية بعد إقلاعها بدقائق من ميدان في مقاطعة سومطرة الشمالية.
- 1442 هـ - وفاة ما لا يقل عن 80 شخصًا وإصابة العشرات في حريق مستشفى ابن الخطيب في العاصمة العراقية بغداد.
- 1443 هـ - قوات الاحتلال الإسرائيلية تقتحم المسجد الأقصى لإقامة شعائر دينية يهودية لمدة أسبوع في باحة المسجد بمناسبة عيد الفصح اليهودي، وإصابة ما لا يقل عن 150 فلسطينيًا.

## مواليد
- 1310 هـ - محمد صبري أبو علم، محامي وسياسي مصري.
- 1344 هـ - ضياء الدين داوود، سياسي مصري.
- 1347 هـ - بدر نوفل، ممثل مصري.
- 1372 هـ - عمر عبد العزيز، مخرج مصري.
- 1377 هـ - أبو العلا ماضي، سياسي مصري.
- 1384 هـ - دنيا عبد الله، ممثلة مصرية.
- 1389 هـ - محمد العدواني، لاعب كرة قدم كويتي.
- 1402 هـ - توبا بويكستون، ممثلة تركية.
- 1406 هـ - طلال البلوشي، لاعب كرة قدم قطري.

## وفيات
- 145 هـ - محمد النفس الزكية، محدث تابعي.
- 630 هـ - مظفر الدين كوكبوري، أمير أربيل وأحد كبار القادة الذين شاركوا صلاح الدين الأيوبي في جهاده ضد الصليبيين.
- 1278 هـ - أحمد باي بن مصطفى، عاشر البايات الحسينيين بتونس.
- 1324 هـ - عرفة بن محمد، أمير مغربي من الأسرة العلوية.
- 1369 هـ - حسين عرب باغي، فقيه شيعي وكاتب ديني إيراني.
- 1436 هـ - محمد الرشود، منتج وكاتب مسرحي كويتي.
- 1439 هـ - مديحة يسري، ممثلة مصرية.

## وصلات خارجية
- موقع قصة الإسلام: حدث في شهر رمضان.